# McIlwraithovo pohoří
McIlwraithovo pohoří (McIlwraith Range) je horské pásmo na poloostrově Cape York v Austrálii, asi 550 km severně od města Cairns. Je rozvodím mezi Carpentarským zálivem a Korálovým mořem. Tvoří je převážně žula, nejvyšší bod je bezejmenný a leží v nadmořské výšce 824 m. Je pojmenováno podle dlouholetého queenslandského premiéra Thomase McIlwraitha. Oblast má vlhké a horké klima a je pokrytá tropickým deštným lesem, byl zde zřízen národní park Kulla (domorodý název pohoří), ve kterém žije kuskus skvrnitý, krajta zelená, perepel okrovoprsý, kasuár přílbový, medosavka pruhoprsá, modropláštník krásný a další živočichové.